# African Fiesta
African Fiesta fu una famosa big band di rumba africana della Repubblica Democratica del Congo. Fu fondata da Tabu Ley Rochereau e Dr. Nico Kasanda nel 1963. La band era composta in gran parte di musicisti che avevano militato in uno dei due grandi ensemble di rumba congolese degli anni cinquanta, Grand Kalle et l'African Jazz, ed ebbe un grande successo di pubblico. Nel 1965, Tabu Ley e Dr. Nico si divisero, fondando due gruppi paralleli (rispettivamente African Fiesta National e African Fiesta Sukisa). Il gruppo di Tabu Ley (African Fiesta National) fu quello che ebbe maggior successo; all'inizio degli anni settanta tutti i loro dischi raggiungevano il milione di copie vendute. Nel gruppo si formò musicalmente, tra l'altro, Sam Mangwana, che sarebbe diventato una delle stelle della musica pop africana.